# Mangarinus waterousi
A Mangarinus waterousi a sugarasúszójú halak (Actinopterygii) osztályának sügéralakúak (Perciformes) rendjébe, ezen belül a gébfélék (Gobiidae) családjába és a Gobiinae alcsaládjába tartozó faj.
Nemének egyetlen faja.

## Előfordulása
A Mangarinus waterousi előfordulási területe a Csendes-óceán nyugati fele, valamint a következő országok és régió: a Fülöp-szigetek, Indonézia, Japán, Palau és Mikronézia.

## Megjelenése
Ez a gébféle legfeljebb 4,8 centiméter hosszú.

## Életmódja
Trópusi hal, amely egyaránt megél a sós-, édes- és brakkvízben is. Fenéklakó.